# 楊三生
楊三生（1941年10月—），籍貫廣東揭西，中國泳壇名將，被譽為一代宗師。
楊三生在二十世紀五六十年代的國內外游泳比賽表現活躍，以仰泳成績最為突出。曾因打破泳壇傳奇吳傳玉保持了8年的男子100米仰泳的全國紀錄而聲名泳壇。在楊三生的競技生涯中，他曾多次獲得100米和200米仰泳冠軍，并屢屢刷新本人創造的全國紀錄, 成為中國100米 200米仰泳紀錄保持者。在首屆新興力量運動會上，楊三生為中國贏得三項冠軍，被譽為「一代仰王」。
1969年後，楊三生應邀擔任國家游泳隊教練，歷任國家游泳隊教練組副組長、主教練，帶領中國運動員征戰于國際賽事。

## 生平

### 少年時代
楊三生出生於廣東省揭西縣鳳湖鄉雙鳳村，自幼便喜歡在江河池塘中玩耍。1956年，15歲的楊三生在汕頭市游泳錦標賽中奪得少年乙組100米自由泳冠軍，由此展现出競技游泳的天分，也萌發了要當游泳冠軍的夢想。1957年，楊三生進入汕頭市業餘體校游泳班，接受余亦樂教練的訓練。1958年，楊三生先後在廣東省游泳錦標賽和全國28城市學生游泳跳水錦標賽中獲得前6名的成績，同年10月被調入廣東隊，開始了體育競技生涯。

### 競技生涯
1959年，楊三生獲得廣東省游泳錦標賽仰泳比賽冠軍，成績為1分10秒9，並於同年12月從省隊入選國家隊。此後，楊三生專注于精進仰泳技術，活躍于包括中國全運會及新興力量運動會等國內和國際賽事，多次獲得冠軍並屢屢打破全國紀錄。在1962年的全國游泳、跳水錦標賽（南寧）中，楊三生以1分5秒8的成績榮獲男子100米仰泳的冠軍，並打破了由印尼華人吳傳玉在該項目上保持了8年的全國紀錄（1分8秒4）。1963年，楊三生在第一屆新興力量運動會（印尼雅加達），獲得男子100米仰泳冠軍，並與隊友在男子4×100米混合接力比賽中為中國再奪一金。

### 執教經歷
楊三生融實踐于理論，于1962年7月在《體育雜誌》上發表了《淺談仰泳技術》一文，掀起了國內仰泳技術的革命。1969年後，楊三生應邀擔任國家游泳隊教練。1973年楊三生作為中國游泳跳水隊副領隊前往南斯拉夫進行友好賽事訪問。其後作為中國游泳隊教練員，參加了1974年的第七屆亞洲運動會與1975年的北京國際游泳、跳水邀請賽。1984年2月，楊三生作為中國游泳隊領隊參加了第三十屆國家奧委會國際游泳節（柏林）。1984年4月，楊三生的弟子嚴紅獲得韓國第二屆亞洲游泳錦標賽多項女子項目冠軍，成為「楊氏訓練法」的獲益者。

## 主要榮譽
| 年份   | 比賽                             | 項目              | 成績     | 排名   | 注釋                                    |
| ------ | -------------------------------- | ----------------- | -------- | ------ | --------------------------------------- |
| 1959   | 中華人民共和國第一屆運動會       | 100米仰泳         | 1分11秒5 | 第六名 |                                         |
| 1959   | 中華人民共和國第一屆運動會       | 4×100米混合泳接力 | 4分28秒2 | 第二名 |                                         |
| 1959   | 廣東省秋季游泳跳水錦標賽         | 100米仰泳         | 1分10秒9 | 第一名 |                                         |
| 1959   | 廣東省秋季游泳跳水錦標賽         | 200米仰泳         | 2分37秒2 | 第一名 |                                         |
| 1959   | 廣東省秋季游泳跳水錦標賽         | 4×100米混合泳接力 | 4分34秒3 | 第一名 |                                         |
| 1960   | 全國一級健將級春季游泳跳水錦標賽 | 100米仰泳         | 1分9秒8  | 第六名 |                                         |
| 1960   | 全國一級健將級春季游泳跳水錦標賽 | 200米仰泳         | 2分35秒5 | 第三名 |                                         |
| 1960   | 全國游泳、跳水錦標賽(成都)       | 100米仰泳         | 1分8秒   | 第一名 |                                         |
| 1960   | 全國游泳、跳水錦標賽(成都)       | 200米仰泳         | 2分29秒5 | 第一名 | 打破男子200米仰泳的全國紀錄             |
| 1960   | 全國游泳、跳水錦標賽(成都)       | 4×100米混合泳接力 |          | 第三名 |                                         |
| 1960   | 中、捷游泳友誼賽                 | 100米仰泳         | 1分8秒8  | 第一名 |                                         |
| 1960   | 中、捷游泳友誼賽                 | 4×100米混合泳接力 | 4分19秒9 | 第一名 | 打破了男子4×100混合泳接力的全國紀錄     |
| 1961   | 全國游泳分區賽(北京賽區)         | 100米仰泳         | 1分7秒9  | 第一名 |                                         |
| 1961   | 全國優秀游泳運動員游泳比賽       | 4×100米混合泳接力 | 4分17秒3 | 第一名 | 刷新了男子4×100混合泳接力的全國紀錄     |
| 1962   | 全國游泳、跳水錦標賽(南寧)       | 100米仰泳         | 1分5秒8  | 第一名 | 打破吳傳玉保持了8年的全國紀錄           |
| 1962   | 全國游泳、跳水錦標賽(南寧)       | 200米仰泳         | 2分30秒2 | 第一名 |                                         |
| 1962   | 全國游泳、跳水錦標賽(南寧)       | 4×100米混合泳接力 | 4分15秒5 | 第一名 | 刷新了男子4×100混合泳接力的全國紀錄     |
| 1963   | 北京優秀運動員表演賽             | 200米仰泳         | 2分28秒8 | 第一名 | 刷新本人保持三年的男子200米仰泳全國紀錄 |
| 1963   | 第一屆新興力量運動會選拔賽(北京) | 100米仰泳         | 1分5秒7  | 第一名 | 刷新本人保持的男子100米仰泳全國紀錄     |
| 1963   | 第一屆新興力量運動會選拔賽(北京) | 200米仰泳         | 2分27秒  | 第一名 | 刷新本人保持的男子200米仰泳全國紀錄     |
| 1963   | 第一屆新興力量運動會(印尼雅加達) | 100米仰泳         | 1分7秒4  | 第一名 |                                         |
| 1963   | 第一屆新興力量運動會(印尼雅加達) | 200米仰泳         | 2分30秒8 | 第二名 |                                         |
| 1963   | 第一屆新興力量運動會(印尼雅加達) | 4×100米混合泳接力 | 4分15秒6 | 第一名 |                                         |
| 1963   | 全國一級、健將級游泳通訊賽       | 100米仰泳         |          | 第一名 |                                         |
| 1963   | 全國一級、健將級游泳通訊賽       | 200米仰泳         |          | 第二名 |                                         |
| 1964   | 慶祝「五•一」節游泳表演(北京)    | 100米仰泳         | 1分4秒7  |        | 刷新本人保持的男子100米仰泳全國紀錄     |
| 1964   | 慶祝「五•一」節游泳表演(北京)    | 200米仰泳         | 2分26秒9 |        | 刷新本人保持的男子200米仰泳全國紀錄     |
| 1964   | 新興力量游泳錦標賽(印尼雅加達)   | 100米仰泳         | 1分5秒8  | 第一名 | 刷新本人保持的新運會紀錄                |
| 1964   | 新興力量游泳錦標賽(印尼雅加達)   | 200米仰泳         | 2分27秒5 | 第一名 | 打破阿根廷選手拉穆奇奧的新運會紀錄      |
| 1964   | 新興力量游泳錦標賽(印尼雅加達)   | 4×100米混合泳接力 |          | 第一名 |                                         |
| 1964   | 廣東省第三屆運動會               | 100米仰泳         | 1分7秒5  | 第一名 |                                         |
| 1964   | 廣東省第三屆運動會               | 200米仰泳         | 2分29秒2 | 第一名 |                                         |
| 1965年 | 中華人民共和國第二屆運動會       | 100米仰泳         |          | 第二名 |                                         |
| 1965年 | 中華人民共和國第二屆運動會       | 200米仰泳         |          | 第二名 |                                         |
| 1965年 | 中華人民共和國第二屆運動會       | 4×100米混合泳接力 | 4分13秒  | 第一名 | 刷新本人的全國紀錄                      |

## 紀錄保持
1960年，楊三生獲得運動健將級證章，成為繼吳傳玉之後中國首位達到運動健將級的仰泳運動員。
在男子100米仰泳的項目中，楊三生在1962年的全國游泳、跳水錦標賽（南寧）上，以1分5秒8的成績打破了由吳傳玉保持了8年的全國紀錄。在一年後的第一屆新興力量運動會選拔賽（北京）上，這項紀錄就被楊三生本人打破（1分5秒7）。1964年5月，在北京舉行的慶祝「五•一」節游泳表演中，楊三生以1分4秒7的成績，再次刷新了由本人創造的全國紀錄。
在男子200米仰泳中，楊三生在1960年9月的全國游泳、跳水錦標賽（成都）上，以2分29秒5的成績打破了曾被保持了三年的全國紀錄。在隨後的五年，楊三生先後在1963年的北京優秀運動員表演賽、第一屆新興力量運動會選拔賽（北京）及1964年的慶祝「五一」節游泳表演（北京）中刷新該項紀錄。1965年，在北京體育館舉行的一次游泳比賽中，楊三生以2分26秒9的成績，第四次刷新了本人保持的全國紀錄。
除了個人戰，楊三生與團隊在4×100混合泳接力的項目上也多次刷新紀錄。在1960年11月的中、捷游泳友誼賽上，楊三生與隊友以4分19秒9的成績並打破了該項目的全國紀錄。在隨後5年的國內外賽場上，楊三生和隊友三次刷新該項記錄。1965年9月，在中華人民共和國第二屆運動會上，楊三生、莫國雄、蒙榮乙、符大進以4分13秒的成績，打破了在新興力量運動會上由本人和隊友創造的紀錄。
國際賽場上，楊三生在1964年印尼雅加達舉行的新興力量游泳錦標賽上，以2分27秒5的成績獲得男子200米仰泳冠軍，並打破阿根廷選手拉穆奇奧保持的新運會紀錄；以1分5秒8的成績打破本人保持的男子100米仰泳新運會紀錄。

## 個人軼事
1962年10月23日下午，廣西南寧傳來消息，楊三生打破了印尼華人吳傳玉保持了8年之久的100米仰泳紀錄，引起了媒體的廣泛關注。報道稱，本次破紀錄實現了酷愛游泳的毛澤東1958年向運動員提出的要求：「要學習吳傳玉，要超過吳傳玉」。
此後，楊三生在印尼舉辦的第一屆新興力量運動會上獲得男子100米仰泳冠軍，又在在男子4×100米混合接力比賽中，楊三生作為首棒，與隊友再奪一金。媒體報道稱，楊三生憑借激流勇進的鬥志，堅如磐石的信念，成為中國泳壇的「一代仰王」。
2014年6月，《楊三生：一個人的泳壇傳奇》由人民出版社出版。這本書以短小的故事篇章講述了楊三生鮮為人知的成長歷程與人生感悟。